# Anisocentropus io
Anisocentropus io är en nattsländeart som beskrevs av Douglas E. Kimmins 1962. Anisocentropus io ingår i släktet Anisocentropus och familjen Calamoceratidae. Inga underarter finns listade i Catalogue of Life.